# Erpocotyle squali
Erpocotyle squali är en plattmaskart. Erpocotyle squali ingår i släktet Erpocotyle och familjen Hexabothriidae. Inga underarter finns listade i Catalogue of Life.